# 북위 10도
북위 10도는 적도에서 북쪽으로 10도 떨어진 위선이다. 아프리카, 아시아, 태평양, 북아메리카, 남아메리카, 대서양을 지난다.

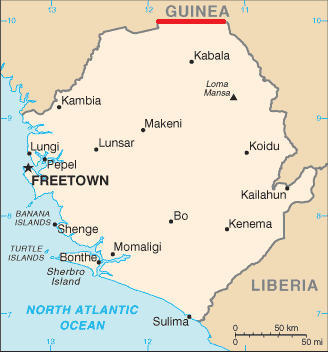
북위 10도는 시에라리온과 기니의 국경 일부분이다.

## 지나가는 지역
본초 자오선에서 시작해서 동쪽 방향으로, 북위 10도선은 다음 지역을 지난다.
| 좌표                                                    | 나라, 지역, 해역       | 주석                                                                            |
| ------------------------------------------------------- | ---------------------- | ------------------------------------------------------------------------------- |
| 북위 10° 0′ 동경 0° 0′  / 북위 10.000° 동경 0.000°      | 가나                   |                                                                                 |
| 북위 10° 0′ 동경 0° 21′  / 북위 10.000° 동경 0.350°     | 토고                   |                                                                                 |
| 북위 10° 0′ 동경 1° 21′  / 북위 10.000° 동경 1.350°     | 베냉                   |                                                                                 |
| 북위 10° 0′ 동경 3° 37′  / 북위 10.000° 동경 3.617°     | 나이지리아             |                                                                                 |
| 북위 10° 0′ 동경 13° 15′  / 북위 10.000° 동경 13.250°   | 카메룬                 |                                                                                 |
| 북위 10° 0′ 동경 14° 17′  / 북위 10.000° 동경 14.283°   | 차드                   |                                                                                 |
| 북위 10° 0′ 동경 14° 32′  / 북위 10.000° 동경 14.533°   | 카메룬                 |                                                                                 |
| 북위 10° 0′ 동경 15° 41′  / 북위 10.000° 동경 15.683°   | 차드                   |                                                                                 |
| 북위 10° 0′ 동경 21° 23′  / 북위 10.000° 동경 21.383°   | 중앙아프리카 공화국    |                                                                                 |
| 북위 10° 0′ 동경 23° 36′  / 북위 10.000° 동경 23.600°   | 수단                   |                                                                                 |
| 북위 10° 0′ 동경 25° 0′  / 북위 10.000° 동경 25.000°    | 남수단                 |                                                                                 |
| 북위 10° 0′ 동경 26° 7′  / 북위 10.000° 동경 26.117°    | 수단                   |                                                                                 |
| 북위 10° 0′ 동경 27° 50′  / 북위 10.000° 동경 27.833°   | 아비에이               | 수단가 실효적 지배하고 남수단가 영유권을 주장하는 지역                          |
| 북위 10° 0′ 동경 29° 0′  / 북위 10.000° 동경 29.000°    | 수단                   |                                                                                 |
| 북위 10° 0′ 동경 29° 32′  / 북위 10.000° 동경 29.533°   | 남수단                 |                                                                                 |
| 북위 10° 0′ 동경 30° 28′  / 북위 10.000° 동경 30.467°   | 수단                   |                                                                                 |
| 북위 10° 0′ 동경 31° 30′  / 북위 10.000° 동경 31.500°   | 남수단                 |                                                                                 |
| 북위 10° 0′ 동경 34° 0′  / 북위 10.000° 동경 34.000°    | 수단                   |                                                                                 |
| 북위 10° 0′ 동경 34° 13′  / 북위 10.000° 동경 34.217°   | 에티오피아             |                                                                                 |
| 북위 10° 0′ 동경 43° 3′  / 북위 10.000° 동경 43.050°    | 소말리아               | 소말릴란드를 통과함                                                             |
| 북위 10° 0′ 동경 50° 54′  / 북위 10.000° 동경 50.900°   | 인도양                 | 아라비아해 인도 칼페니섬 바로 남쪽을 지나감 래카다이브해                        |
| 북위 10° 0′ 동경 76° 13′  / 북위 10.000° 동경 76.217°   | 인도                   | 케랄라주 — 코치를 통과함 타밀나두 주                                            |
| 북위 10° 0′ 동경 79° 13′  / 북위 10.000° 동경 79.217°   | 인도양                 | 벵골만 텐디그리 해협 ( 인도) 니코바르 제도와 안다만 제도 사이) 안다만해         |
| 북위 10° 0′ 동경 98° 10′  / 북위 10.000° 동경 98.167°   | 미얀마                 | 메르귀 제도                                                                     |
| 북위 10° 0′ 동경 98° 15′  / 북위 10.000° 동경 98.250°   | 인도양                 | 안다만해                                                                        |
| 북위 10° 0′ 동경 98° 32′  / 북위 10.000° 동경 98.533°   | 미얀마                 | 미얀마 본토 최남단                                                              |
| 북위 10° 0′ 동경 98° 35′  / 북위 10.000° 동경 98.583°   | 태국                   |                                                                                 |
| 북위 10° 0′ 동경 99° 9′  / 북위 10.000° 동경 99.150°    | 타이만                 | 태국 따오섬 바로 남쪽을 지나감 베트남 푸꾸옥섬 바로 남쪽을 지나감               |
| 북위 10° 0′ 동경 105° 5′  / 북위 10.000° 동경 105.083°  | 베트남                 |                                                                                 |
| 북위 10° 0′ 동경 106° 39′  / 북위 10.000° 동경 106.650° | 남중국해               | 스프래틀리 군도를 통과함                                                        |
| 북위 10° 0′ 동경 118° 38′  / 북위 10.000° 동경 118.633° | 필리핀                 | 팔라완섬                                                                        |
| 북위 10° 0′ 동경 119° 0′  / 북위 10.000° 동경 119.000°  | 술루해                 |                                                                                 |
| 북위 10° 0′ 동경 122° 42′  / 북위 10.000° 동경 122.700° | 필리핀                 | 네그로스섬                                                                      |
| 북위 10° 0′ 동경 123° 13′  / 북위 10.000° 동경 123.217° | 타뇬 해협              |                                                                                 |
| 북위 10° 0′ 동경 123° 14′  / 북위 10.000° 동경 123.233° | 필리핀                 | 세부섬                                                                          |
| 북위 10° 0′ 동경 123° 37′  / 북위 10.000° 동경 123.617° | 세부 해협              |                                                                                 |
| 북위 10° 0′ 동경 124° 3′  / 북위 10.000° 동경 124.050°  | 필리핀                 | 보홀섬                                                                          |
| 북위 10° 0′ 동경 124° 34′  / 북위 10.000° 동경 124.567° | 보홀해                 | 필리핀 레이테섬 바로 남쪽을 지나감                                              |
| 북위 10° 0′ 동경 125° 12′  / 북위 10.000° 동경 125.200° | 필리핀                 | 파나온섬                                                                        |
| 북위 10° 0′ 동경 125° 17′  / 북위 10.000° 동경 125.283° | 수리가오 해협          |                                                                                 |
| 북위 10° 0′ 동경 125° 30′  / 북위 10.000° 동경 125.500° | 필리핀                 | 시바나크섬, 디나가트섬                                                          |
| 북위 10° 0′ 동경 125° 40′  / 북위 10.000° 동경 125.667° | 디나가트만             |                                                                                 |
| 북위 10° 0′ 동경 126° 2′  / 북위 10.000° 동경 126.033°  | 필리핀                 | 시아르가오섬                                                                    |
| 북위 10° 0′ 동경 126° 5′  / 북위 10.000° 동경 126.083°  | 태평양                 |                                                                                 |
| 북위 10° 0′ 동경 139° 37′  / 북위 10.000° 동경 139.617° | 미크로네시아 연방      | 울리시 환초를 통과함                                                            |
| 북위 10° 0′ 동경 139° 48′  / 북위 10.000° 동경 139.800° | 태평양                 | 마셜 제도 우젤랑 환초 바로 북쪽을 지나감 마셜 제도 워토 환초 바로 남쪽을 지나감 |
| 북위 10° 0′ 동경 169° 1′  / 북위 10.000° 동경 169.017°  | 마셜 제도              | 리키에프 환초를 통과함                                                          |
| 북위 10° 0′ 동경 169° 7′  / 북위 10.000° 동경 169.117°  | 태평양                 |                                                                                 |
| 북위 10° 0′ 서경 85° 43′  / 북위 10.000° 서경 85.717°   | 코스타리카             | 니코바만을 통과함 산호세 바로 북쪽을 지나감                                     |
| 북위 10° 0′ 서경 83° 2′  / 북위 10.000° 서경 83.033°    | 카리브해               |                                                                                 |
| 북위 10° 0′ 서경 75° 34′  / 북위 10.000° 서경 75.567°   | 콜롬비아               |                                                                                 |
| 북위 10° 0′ 서경 72° 58′  / 북위 10.000° 서경 72.967°   | 베네수엘라             | 마라카이보호를 통과함                                                           |
| 북위 10° 0′ 서경 62° 8′  / 북위 10.000° 서경 62.133°    | 대서양                 | 트리니다드 토바고 트리니다드섬 바로 남쪽을 지나감                               |
| 북위 10° 0′ 서경 14° 2′  / 북위 10.000° 서경 14.033°    | 기니                   |                                                                                 |
| 북위 10° 0′ 서경 11° 53′  / 북위 10.000° 서경 11.883°   | 기니 / 시에라리온 국경 |                                                                                 |
| 북위 10° 0′ 서경 11° 12′  / 북위 10.000° 서경 11.200°   | 기니                   |                                                                                 |
| 북위 10° 0′ 서경 8° 8′  / 북위 10.000° 서경 8.133°      | 코트디부아르           |                                                                                 |
| 북위 10° 0′ 서경 4° 59′  / 북위 10.000° 서경 4.983°     | 부르키나파소           |                                                                                 |
| 북위 10° 0′ 서경 2° 46′  / 북위 10.000° 서경 2.767°     | 가나                   |                                                                                 |

## 같이 보기
- 북위 9도
- 북위 11도